# Francisco de la Torre Argáiz
Francisco de la Torre Argáiz fue un matemático español de la primera mitad del siglo XVIII, uno de los introductores del cálculo infinitesimal en España.
Es muy poco lo que se sabe sobre él, fuera de que imprimió en francés unas Tesis matemáticas (1717) para la Universidad de Toulouse de donde era alumno aún no licenciado; se trata de unas setenta páginas con 153 tesis matemáticas de su profesor, el jesuita francés Jean Durranc, seguramente tomadas de diversas fuentes y revistas; el alumno se limita a exponerlas, no a desarrollarlas; todavía no aparecía este novedoso cálculo en los planes de Estudio de España. 
Eran entonces en Europa escasos los textos sobre esta disciplina: se reducían a los manuscritos, cartas y artículos de Newton, Leibniz, L'Hôpital, Bernouilli y poco más (por ejemplo, la primera publicación sobre esta materia no tiene lugar sino en 1715, por Brook Taylor. Es solo a mediados del siglo XVIII cuando se introduce ya plenamente el cálculo infinitesimal en España con las obras de Pedro Padilla Arcos, Jorge Juan, el jesuita Tomàs Cerdà y Benito Bails.